# Saint-Genest-Lerpt
Saint-Genest-Lerpt és un municipi francès situat al departament del Loira i a la regió d'Alvèrnia-Roine-Alps. L'any 2007 tenia 5.547 habitants.

## Demografia

### Població
El 2007 la població de fet de Saint-Genest-Lerpt era de 5.547 persones. Hi havia 2.208 famílies de les quals 600 eren unipersonals (216 homes vivint sols i 384 dones vivint soles), 696 parelles sense fills, 756 parelles amb fills i 156 famílies monoparentals amb fills.
La població ha evolucionat segons el següent gràfic:
Habitants censats

### Habitatges
El 2007 hi havia 2.409 habitatges, 2.262 eren l'habitatge principal de la família, 27 eren segones residències i 120 estaven desocupats. 1.212 eren cases i 1.190 eren apartaments. Dels 2.262 habitatges principals, 1.435 estaven ocupats pels seus propietaris, 775 estaven llogats i ocupats pels llogaters i 52 estaven cedits a títol gratuït; 19 tenien una cambra, 197 en tenien dues, 480 en tenien tres, 654 en tenien quatre i 912 en tenien cinc o més. 1.499 habitatges disposaven pel capbaix d'una plaça de pàrquing. A 968 habitatges hi havia un automòbil i a 1.003 n'hi havia dos o més.

### Piràmide de població
La piràmide de població per edats i sexe el 2009 era:
| Homes | Edats   | Dones |
| ----- | ------- | ----- |
| 0     | 95 o +  | 12    |
| 0     | 90 a 94 | 32    |
| 8     | 85 a 89 | 68    |
| 36    | 80 a 84 | 32    |
| 88    | 75 a 79 | 132   |
| 140   | 70 a 74 | 156   |
| 140   | 65 a 69 | 140   |
| 108   | 60 a 64 | 140   |
| 148   | 55 a 59 | 132   |
| 236   | 50 a 54 | 224   |
| 216   | 45 a 49 | 268   |
| 244   | 40 a 44 | 208   |
| 168   | 35 a 39 | 228   |
| 184   | 30 a 34 | 120   |
| 172   | 25 a 29 | 196   |
| 160   | 20 a 24 | 144   |
| 201   | 15 a 19 | 184   |
| 212   | 10 a 14 | 196   |
| 180   | 5 a 9   | 192   |
| 100   | 0 a 4   | 120   |

## Economia
El 2007 la població en edat de treballar era de 3.565 persones, 2.577 eren actives i 988 eren inactives. De les 2.577 persones actives 2.365 estaven ocupades (1.220 homes i 1.145 dones) i 212 estaven aturades (112 homes i 100 dones). De les 988 persones inactives 339 estaven jubilades, 391 estaven estudiant i 258 estaven classificades com a «altres inactius».

### Ingressos
El 2009 a Saint-Genest-Lerpt hi havia 2.348 unitats fiscals que integraven 5.687,5 persones, la mediana anual d'ingressos fiscals per persona era de 20.587 €.

### Activitats econòmiques
Dels 232 establiments que hi havia el 2007, 1 era d'una empresa extractiva, 8 d'empreses alimentàries, 1 d'una empresa de fabricació de material elèctric, 16 d'empreses de fabricació d'altres productes industrials, 44 d'empreses de construcció, 44 d'empreses de comerç i reparació d'automòbils, 7 d'empreses de transport, 12 d'empreses d'hostatgeria i restauració, 2 d'empreses d'informació i comunicació, 7 d'empreses financeres, 12 d'empreses immobiliàries, 34 d'empreses de serveis, 34 d'entitats de l'administració pública i 10 d'empreses classificades com a «altres activitats de serveis».
Dels 68 establiments de servei als particulars que hi havia el 2009, 1 era una oficina de correu, 2 oficines bancàries, 1 funerària, 9 tallers de reparació d'automòbils i de material agrícola, 1 taller d'inspecció tècnica de vehicles, 1 autoescola, 7 paletes, 4 guixaires pintors, 8 fusteries, 11 lampisteries, 4 electricistes, 5 perruqueries, 1 veterinari, 9 restaurants i 4 agències immobiliàries.
Dels 14 establiments comercials que hi havia el 2009, 2 eren botigues de més de 120 m², 6 fleques, 2 carnisseries, 1 una llibreria, 1 una botiga de roba, 1 una perfumeria i 1 una floristeria.
L'any 2000 a Saint-Genest-Lerpt hi havia 18 explotacions agrícoles que ocupaven un total de 377 hectàrees.

## Equipaments sanitaris i escolars
Els 2 equipaments sanitaris que hi havia el 2009 eren farmàcies.
El 2009 hi havia 1 escola maternal i 2 escoles elementals. Saint-Genest-Lerpt disposava d'un liceu d'ensenyament general amb 232 alumnes.

## Poblacions properes
El següent diagrama mostra les poblacions més properes.